# Liste der Bodendenkmale in Gevensleben
In der Liste der Bodendenkmale in Gevensleben sind alle Bodendenkmale der niedersächsischen Gemeinde Gevensleben aufgelistet. Die Quelle ist der Denkmalatlas Niedersachsen.
- Diese Liste erhebt keinen Anspruch auf Vollständigkeit.
- Die Angaben ersetzen nicht die rechtsverbindliche Auskunft der zuständigen Denkmalschutzbehörde.
- Es sind nur Daten aus dem Denkmalatlas verarbeitet.
- Der Stand der Liste ist der 23. Februar 2025.

Gevensleben im Landkreis Oldenburg

## Allgemein
In den Spalten finden sich folgende Informationen des Bodendenkmales:
| Lage         | geographische Koordinaten                                                           |
| Bezeichnung  | Bezeichnung lt. Denkmalatlas                                                        |
| Beschreibung | Beschreibung lt. Denkmalatlas                                                       |
| ID           | Objekt-ID                                                                           |
| Bild         | Bild, ggf. zusätzlich mit Link zu weiteren Fotos im Medienarchiv Wikimedia Commons. |

## Watenstedt
| Lage                        | Bezeichnung              | Beschreibung | ID       | Bild           |
| --------------------------- | ------------------------ | --- | -------- | -------------- |
| 52° 5′ 17″ N, 10° 50′ 49″ O | Watenstedt 1, Hünenburg  | Östlich von Watenstedt, auf einem nach Westen vorspringenden Ausläufer des Heeseberges die etwa Ost-West orientierte, ovale Hünenburg mit 210 m Länge und 160 m Breite. Der ursprüngliche Eingang wird im Süden vermutet. Der Durchbruch im Ostwall ist neu. Sicherlich künstlich angelegte Hänge von bis zu 25 m Länge begrenzen die Anlage im Norden und Westen. Im Süden ist sie durch einen natürlichen Geländeabfall geschützt. Ein bis zu 5,5 m hoher Erdwall, der ursprünglich zumindest große Teile der Anlage eingefasst haben wird, wurde zu Verteidigungszwecken aufgeschüttet. | 28966722 | Weitere Bilder |
| 52° 5′ 20″ N, 10° 50′ 20″ O | Watenstedt 2, Steinkreuz | Etwa 20 m südwestlich der Kirche in Watenstedt befindet sich ein Steinkreuz. H. 1,23 m; St. 0,26 m; Schaftbreite unten 0,63 m; Schaftbreite oben 0,25 m; Armlänge 0,62 m. Ursprünglicher Standort „nach Barnstorf zu“. | 28967818 | BW             |